# Otomitla
Otomitla è un genere di pesci ossei estinti, appartenente agli amiiformi. Visse nel Cretaceo inferiore (Berriasiano, circa 143 - 137 milioni di anni fa) e i suoi resti fossili sono stati ritrovati in Messico.

## Descrizione
Questo pesce di medie dimensioni era caratterizzato da ossa del tetto cranico e dell'apparato opercolare ornamentate. La dentatura consisteva in denti conici appuntiti molto grandi. Le vertebre erano completamente ossificate e biconcave. Le scaglie ganoidi erano romboidali, molto più larghe che alte in vista ventrale.

## Classificazione
Il genere Otomitla venne descritto per la prima volta da Felix nel 1891, sulla base di resti fossili incompleti, comprendenti il cranio e parte del tronco (mal conservato). La specie tipo è Otomitla speciosa, rinvenuta in terreni risalenti al Berriasiano nella zona di Cerro de la Virgen, nello stato di Oaxaca (Messico). Nella stessa zona in seguito sono stati ritrovati i fossili attribuiti a un'altra specie, O. mexicana.
Otomitla è stato variamente considerato un membro dei Lepisosteiformes, degli Ichthyodectiformes o un appartenente alla famiglia Caturidae, ma è probabile che fosse un rappresentante basale degli Amiiformes; i fossili incompleti non permettono di ascriverlo ad alcun sottogruppo noto.